# 20th Century Boys
20th Century Boys (яп. 20世紀少年, Nijusseiki Shōnen, укр. Хлопці 20-го століття) — науково-фантастична манґа Наокі Урасави. Вона виходила в журналі Big Comic Spirits видавництва Shogakukan з 1999 по 2006 рік, 249 розділів були опубліковані у 22 томах-танкобонах. Два останні томи було випущено під назвою 21st Century Boys (яп. 21世紀少年, Nijūisseiki Shōnen, укр. Хлопці 21-го століття). Це історія Ендо Кендзі та його друзів, які помічають, що лідер культу, відомий лише як «Друг», прагне знищити світ, і що його символ має разючу схожість із символом, що був придуманий в їхньому дитинстві. У манзі часто зустрічаються відсилання до рок-н-ролу, а її назва схожа на назву пісні «20th Century Boy» британської рок-групи T. Rex.
У 2008 і 2009 роках вийшла трилогія екранізованих фільмів, знятих Юкіхіко Цуцумі. 
20th Century Boys отримали визнання критиків і вийшли тиражем у 36 мільйонів примірників, що робить мангу одною із найбільш продаваних серій манґи всіх часів. Вона отримала кілька нагород, зокрема Shogakukan Manga Award, Kodansha Manga Award і Seiun Award.

## Сюжет
У 1969 році молоді хлопці Кендзі, Отьо, Йосіцуне та Маруо побудували на пустирі укриття, яке вони назвали своєю таємною базою, де вони та їхні друзі могли збиратися, щоб обмінюватися мангою, вкраденими порнографічними журналами та слухати радіо. Щоб відсвяткувати цю подію, Отьо малює символ для бази, який буде представляти їхню дружбу. Після того, як до їхньої групи приєднуються Юкідзі та Ослик, вони уявляють собі сценарій майбутнього, в якому лиходії намагатимуться знищити світ, а хлопці стануть до бою; цей сценарій записують і називають «Книгою Пророцтв».
У кінці 1990-х років Кендзі — власник магазину, який знаходить розраду в спогадах про свої дитячі пригоди, доглядаючи за своєю маленькою племінницею Канною та матір'ю. Після того, як повідомляють про самогубство Ослика, Кендзі натрапляє на великий культ, очолюваний людиною, відомою лише як «Друг». З подіями, що починають нагадувати дії з Книги Пророцтва, Кендзі та його колишні однокласники намагаються пригадати, хто знає про цю книгу. Вони стають свідками нових подій, таких як вибухи та вірусні атаки в Сан-Франциско, Лондоні та великому японському аеропорту.
Кендзі та його колишні однокласники зрештою розкривають план Друга по знищенню світу на Новий рік 2000, який у подальшій частині історії називається Кривавою Новорічною Ніччю. Для цього плану використовують «гігантського робота», який пізніше виявляється величезною повітряною кулею з роботизованими кінцівками, що розповсюджує вірус по всій країні. Кендзі вдається проникнути всередину робота, щоб закласти бомбу, але коли вона вибухає, його вважають загиблим. Після цієї події члени Демократичної Партії Дружби здобувають величезну політичну популярність і владу, представивши вакцину, що нейтралізує вірус, і таким чином забирають на себе всю заслугу за порятунок світу.
Пройшло чотирнадцять років після Кривавої Новорічної Ночі. Канна, племінниця Кендзі, вже стала підлітком і працює в китайському ресторані. Після того, як вона намагається припинити конфлікт між різними мафіозними групами, вона дізнається, що друг одного з відвідувачів став свідком того, як члена китайської мафії вбив корумпований поліцейський. Перед смертю мафіозі згадує про спробу замаху на Папу Римського під час його візиту до Японії. Канна опиняється в небезпеці, оскільки її починають переслідувати члени культу Друга, поки вона намагається об'єднати мафіозні групи на свою сторону. Тим часом Отьо вдається втекти з в'язниці суворого режиму.
Кьоко Коїдзумі, учениця школи, де навчається Канна, імпульсивно береться за шкільне завдання — висвітлювати Криваву Новорічну Ніч, але незабаром вона потрапляє в центр подій, пов'язаних як з «Друзями», так і з людьми, які протистоять їм. Після того, як вона переживає програму з промивання мізків, Кьоко приєднується до друга Кендзі, Йосіцуне, та його сил опору.
«Друг» розкриває новий план, продовження Книги Пророцтв, в якому він планує вбити всіх людей на Землі, за винятком шістдесяти мільйонів своїх послідовників, але його вбиває його головний науковець Ямане. Церемонія похорон Друга стає світовим видовищем і відбувається на стадіоні, де промову виголошує Папа Римський. Під час служби Друг ніби воскресає з мертвих, але отримує кулю в плече від власного вбивці. Рятуючи Папу, Друг підноситься до рівня божества. Тим часом по всьому світу спалахує вірус, який може вбити всіх, окрім тих, хто був вакцинований.
Остання частина історії розгортається в новій, переоблаштованій Японії, за часів «Ери Друга», який впровадив безліч дивних змін, зокрема створення Сили Оборони Землі, нібито для захисту планети від неминучого вторгнення інопланетян, вигнання тих, хто не пройшов вакцинацію, і заборону подорожей між регіонами під загрозою смерті. У цей період Канна, яка виявляється дочкою Друга, очолює повстання проти його уряду, залучаючи допомогу різних груп, зокрема залишків ворожих банд та мафіозних організацій. Під час цього з'являється Кендзі, який, здавалося б, також воскрес і несе свою фірмову гітару.
Манга охоплює кілька десятиліть, з 1969 до 2017 року, останній з яких у хронології стає 3FE (3-й рік Ери Друга). Історія має три чіткі часові зрізи: один з 1971 по 1997 рік, один з 2000 по 2014 рік, і один з 2014 по 3FE. Багато елементів серіалу також розповідаються через флешбеки до попередніх подій, оскільки персонажі намагаються розгадати таємницю того, хто такий Друг і як зупинити його плани зі знищення світу; більшість історій дитинства персонажів у 1970-х і 1980-х роках розказані саме в такій манері.

## Персонажі

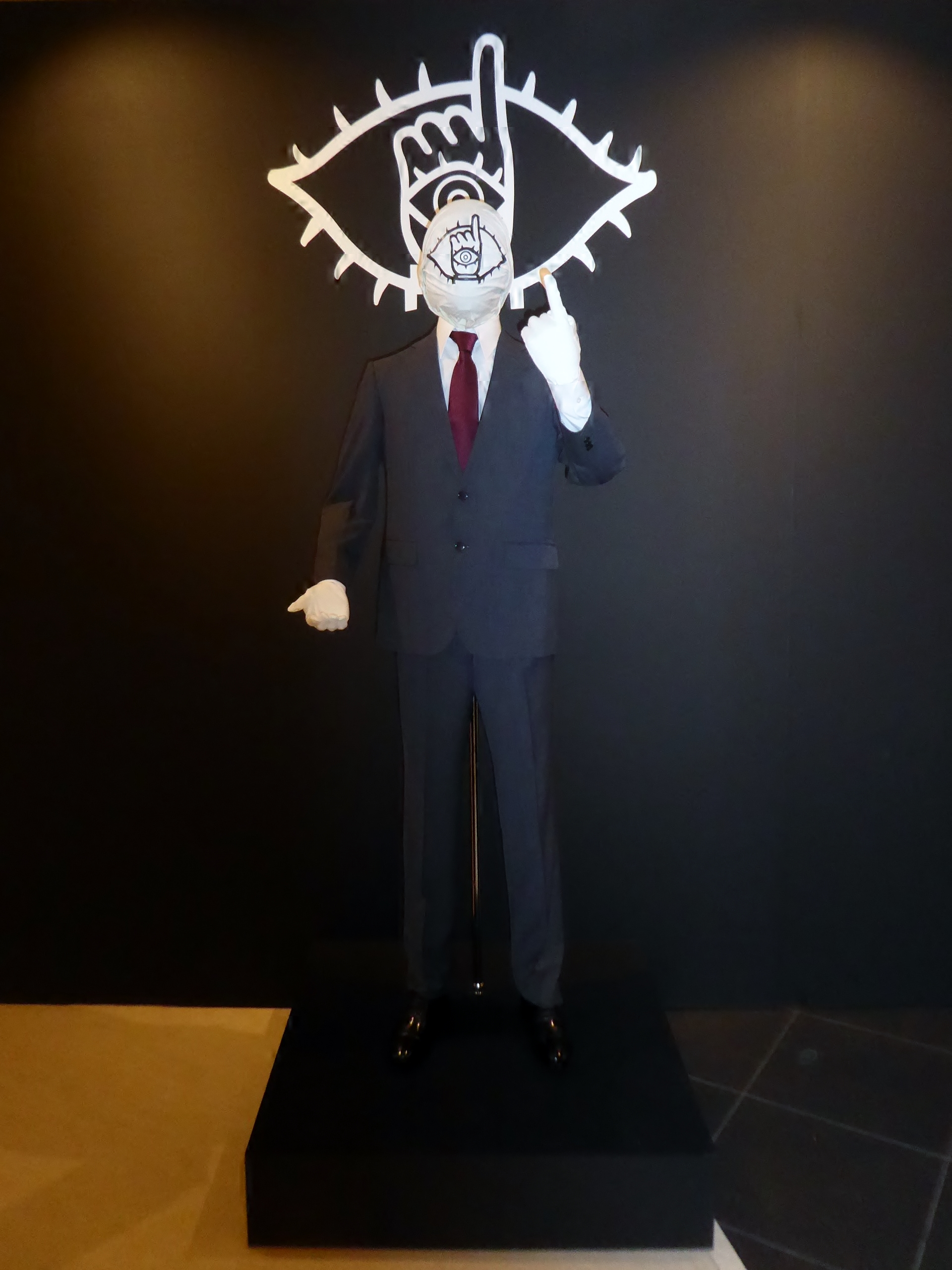
Манекен в костюмі Друга

Ендо Кендзі (яп. 遠藤 健児, Endō Kenji)
Головний герой першої половини історії, яка розгортається навколо його дитинства на початку 1970-х і до сьогодні. Він загалом розслаблений, з майже нерозважливою безтурботністю, і дуже цікавиться рок-н-ролом. Кендзі (яп. ケンヂ) працює в сімейній крамниці, яка колись була винним магазином, але відтоді перетворилася на дочірню крамницю. Він, його родичі та друзі відіграють ключові ролі в розвитку сюжету. Місцезнаходження Кендзі залишалося невідомим після подій Кривавої Новорічної Ночі, і його вважали мертвим. Однак він з'являється в 3FE як мандрівний музикант під псевдонімом «Ябукі Джо» (посилання на головного персонажа манґи Ashita no Joe). Після того, як він ледь вцілів після вибуху робота в 2000 році, Кендзі страждав від амнезії і мандрував по Японії, поки не відновив свою пам'ять під час подій 2015 року. Його пісня стає популярним підпільним гімном проти гніту Друга.
Він названий на честь однойменного японського музиканта.
Йосіцуне (яп. ヨシツネ, Yoshitsune)
Друг дитинства Кендзі, який разом з ним створив таємну базу. Його прізвисько походить від знаменитого самурая Мінамото-но Йосіцуне, оскільки його прізвище — Мінамото (яп. 皆本). Незважаючи на те, що він був завжди нервовим, невпевненим у собі і самокритичним, Йосіцуне був одним з небагатьох, хто відгукнувся на заклик боротися в Криваву Новорічну Ніч, де, як вважалося, він загинув.
У 2014 році Йосіцуне стає надійним, хоча й невпевненим лідером підпільної організації, яка прагне знищити Друга. У році 3FE його група стає відома як Фракція Гендзі, названа на честь роду Мінамото/Гендзі.
Маруо (яп. マルオ, Maruo)
Пухкий друг дитинства Кендзі. Вважається, що він загинув у криваву новорічну ніч, відгукнувшись на заклик до боротьби. Але в 2015 році він виявляється менеджером співака Хару Наміо під псевдонімом «Марукобасі». Наміо — один з улюблених артистів Друга, співак офіційної пісні Експо-2015 та колишній учасник гурту Кендзі. Використовуючи вплив і зв'язки Наміо, вони таємно розслідують і підривають вплив «Друзів», наприклад, вставляючи підсвідомі повідомлення у відео.
Під час зустрічі з Другом Наміо малює його обличчя, що дозволяє Маруо ідентифікувати його. У 3FE Маруо знаходить Керойона і Кіріко та допомагає поширювати вакцину.
Ослик (яп. ドンキー, Donkī)
Член групи друзів дитинства Кендзі, якого вбивають на початку серіалу. Його справжнє ім'я Кідо Сабуро (яп. 木戸 三郎, Kido Saburō), і в дитинстві він ріс у бідній родині з багатьма братами та сестрами. Спочатку Кендзі та інші насміхалися з Ослика, але згодом подружилися з ним. Одержимий наукою і завжди думаючий логічно, він згодом став викладачем природничих наук у технічній середній школі. Дізнавшись, що один із його студентів приєднався до культу «Друга», він почав своє розслідування, але був зіштовхнутий з даху своєї школи. Смерть Ослика, яка спочатку була визнана самогубством, стає подією, що об'єднує членів групи Кендзі і починає основну історію.
Керойон (яп. ケロヨン, Keroyon)
Друг дитинства Кендзі. Його прізвисько походить від японського слова, що імітує звук, який видає жаба, через його жабоподібні риси обличчя. Наляканий подіями, в які були втягнуті його друзі, він проігнорував заклик Кендзі до дії у Криваву Новорічну Ніч і вирішив втекти якнайдалі з Японії.
Через 15 років, відчуваючи провину, він подорожує Америкою на фургоні, де дізнається, що мати Канни приїхала туди, щоб спробувати виготовити вакцину для епідемії 2015 року. Він рятує її життя. Однак вони потрапляють у полон до Друзів і повертаються до Японії. Після звільнення вони створюють комуни «Фрогдум» у Хігаcі-Мураяма, Токіо.
Мон-тян (яп. モンちゃん, Mon-chan)
Друг дитинства Кендзі. Його справжнє ім'я Сімон Масаакі (яп. 子門 真明, Shimon Masaaki). Поїхав до Німеччини, де став регбістом, а після завершення кар'єри став доглядати за хворою матір'ю. Після її смерті він почав власний бізнес з партнером. Він повертається до Японії, щоб відвідати похорони Ослика, а потім відповідає на заклик Кендзі до зброї у Криваву Новорічну Ніч. Мон-тян виживає, але до цього часу йому ставлять діагноз смертельної хвороби. Пізніше, у 2002 році, він потрапляє до лікарні через свою хворобу, де показує Юкідзі інформацію, яку зібрав під час розслідування діяльності «Друзів». Втім, Мон-тян раптово залишає лікарню без попередження і зникає, що пізніше виявляється спробою зв'язатися з Садакійо, щоб продовжити розслідування. Він не знав про причетність Садакійо до справи. Садакійо вбиває його від імені «Друзів», забравши зібрану ним інформацію.
Конті (яп. コンチ, Konchi)
Друг дитинства Кендзі. Його справжнє ім'я Юїті Конно (яп. 今野 裕一, Konno Yūichi). Після початкової школи його родина переїхала на Хоккайдо, і він втратив зв'язок з Кендзі. Як і Керойон, він проігнорував заклик Кендзі до бою на Криваву Новорічну Ніч і тепер шкодує про це. У 3FE Конті працює ді-джеєм на радіостанції в Хоккайдо, безперервно граючи пісню Кендзі в ефірі.
Сетогуті Юкідзі (яп. 瀬戸口 ユキジ, Setoguchi Yukiji)
Подруга дитинства та колишня однокласниця Кендзі. У шкільні роки Юкідзі була хуліганкою, яка зуміла дати відсіч близнюкам Мабо та Янбо, що знущалися над нею. Кендзі та Юкідзі були закохані одне в одного в дитинстві, але жодному з них не вистачало сміливості зізнатися, а єдина спроба Кендзі була незрозумілою через свою розпливчастість. На початку манги Юкідзі — самотня неодружена жінка, яка працює митницею (друзі Кендзі та місцеві жителі часто жартома приймають її за офіцера з боротьби з наркотиками). Вона стикається з Кендзі та групою в аеропорту Токіо, коли її непокірний пес нападає на Кендзі. Юкідзі допомагає Кендзі під час Кривавої Новорічної Ночі, а після його зникнення стає опікуном Канни за його бажанням.
Друг (яп. ともだち, Tomodachi)
Головний антагоніст історії. Загадковий лідер, який використовує символ, створений Кендзі та його друзями у 1970-х роках. До 1997 року його послідовники вже заповнювали такі майданчики, як Будокан. Одна з його таємних цілей — захопити світ. Обличчя Друга приховане в тіні або під маскою протягом усієї манги. Його справжня особистість є найголовнішою таємницею серіалу. До 2000 року Демократична Партія Дружби (ДПД) стає політичною організацією з урядовими представниками, такими як Мандзьоме Інсю. Протягом манги двоє людей приймають особистість Друга: Фукубей, один з однокласників Кендзі, який спочатку здається союзником Кендзі, а також Кацумата, інший однокласник, який насправді володіє особливими здібностями. У канзенбан-виданні серіалу, яке має іншу кінцівку, Кендзі дізнається, що Фукубей помер після закінчення початкової школи, а Кацумата дізнався про нього все, щоб досконало наслідувати його і взяти на себе його особистість у дитинстві, тобто Кацумата був Другом протягом усього серіалу.
Мандзьоме Інсю (яп. 万丈目 胤舟, Manjōme Inshū)
Шахрай, що торгує сміттям, який став союзником Друга і один з лідерів Демократичної Партії Дружби. Його справжнє ім'я Дзюнітіро Мандзьоме (яп. 万丈目 淳一朗, Manjōme Jun'ichirō). Він познайомився з хлопцями на початку 1970-х років, коли продавав дрібнички, такі як космічна їжа та ложки, видаючи їх за передові інновації від NASA. Коли він дізнався, що Фукубей має талант згинати ложки, він запросив його для участі в телевізійному шоу в 1972 році, але їх обоє оголосили шахраями. У 1980 році Мандзьоме, який перебував у скрутному фінансовому становищі, був найнятий Фукубеєм, щоб допомогти йому у створенні «Друга». У 3FE, після того, як Друг розкриває йому свій намір знищити людство і те, що він не Фукубей, Мандзьоме просить Канну та Отьо вбити Друга. Такасу вбиває Мандзьоме під час гри у віртуальну реальність, яка була створена для Френд-Ленду (Друго-Ленду).
Отьо (яп. オッチョ, Otcho)
Друг дитинства Кендзі. Його справжнє ім'я Отіай Тьодзі (яп. 落合 長治, Ochiai Chōji). Саме він придумав символ, який використовує культ Друга, тому спочатку був одним із головних підозрюваних. На початку сюжету перебуває в Таїланді під псевдонімом «Сьоґун» (ショーグン), де займається «порятунком» викрадених туристів. У чудовій фізичній формі він багато разів рятувався від неминучої смерті, але місцевий наркобарон, пов'язаний з Другом, полює на нього. Отримавши благання Кендзі про допомогу, Отьо повертається до Японії. Його заарештовують після подій Кривавої Новорічної Ночі та поміщають у в'язницю суворого режиму, але врешті-решт йому вдається втекти. У 3FE Отьо береться керувати роботом і збивати літаючі тарілки, які розсіюють вірус.
Ендо Канна (яп. 遠藤 カンナ, Endō Kanna)
Племінниця Кендзі, вперше з'являється на початку манги як маленька дівчинка, яка перебуває під опікою Кендзі після того, як її мати зникла. Після «смерті» Кендзі вона стає головною героїнею. Після подій Кривавої Новорічної Ночі вона повертається до Токіо як школярка. Вона володіє певними екстрасенсорними здібностями і слабким телекінезом. Її батьком виявляється Друг, який стверджує, що її здібності — результат таємничого препарату, який прийняла її мати перед пологами. Завдяки своїй харизмі Канна стає здатною лідеркою, об'єднуючи тайські та китайські мафіозні організації Токіо, щоб врятувати Папу Римського. Пізніше вона формує фракцію проти Друга, де вона відома під прізвиськом «Льодяна Королева».
Бог (яп. 神様, Kamisama)
Кьютаро Камінага (яп. 神永 球太郎, Kaminaga Kyūtarō) — бездомний старий чоловік, якого прозвали «Камісама»; скорочення його прізвища до «Камі» (Бог), що підкреслюється додаванням почесного суфікса -сама. Він прагне відновлення більярду в Японії як головного спорту і має здатність передбачати майбутнє. Бог та його друг заманюють Кендзі на річковий берег, де він попереджає його про важливість порятунку майбутнього.
Згодом виявляється, що він є тим самим бізнесменом, який несвідомо виселив Кендзі та його друзів з їхньої таємної бази, щоб побудувати місце для боулінгу. Пізніше в серіалі Бог стає надзвичайно багатим, використовуючи свою передбачливість для гри на фондовому ринку. Він стає першим японським цивільним, який полетів у космос.
Коїдзумі Кьоко (яп. 小泉 響子, Koizumi Kyōko)
У 2014 році Кьоко — легковажна дівчинка-підліток, яка відвідує ту саму школу, що й Канна. Для домашнього завдання з історії вона імпульсивно обирає тему «Кривава Новорічна Ніч», але коли починає досліджувати її, зустрічає Бога і дізнається правду про те, що сталося тієї ночі. Несподівано її вербують для участі в «Друго-Ленді», де вона повинна дотримуватися правил культу Друга, інакше ризикує потрапити до «Світу Друга», де її чекає ще гірша доля. Кьоко бореться за виживання, аж поки не зустрічає Йосіцуне, який допомагає їй пройти всі іспити, найпомітнішим з яких є гра у віртуальній реальності, де вона зустрічає Кендзі та його однокласників з 1970-х років, в обмін на розкриття інформації про особу Друга. У 3FE Кьоко виявляє, що має талант до боулінгу, і Бог змушує її займатися цим видом спорту.
Фукубей (яп. フクベエ, Fukubē)
Однокласник Кендзі. Його прізвисько походить від неправильного прочитання кандзі у його справжньому імені Хатторі (яп. 服部). Через це він часто з'являється в масці титульного персонажа манґи Ninja Hattori-kun, як у дитинстві, так і коли діє як Друг. У 1972 році його завербував Мандзьоме, щоб продемонструвати його талант до згинання ложок на телебаченні, але їх обох назвали шахраями, і Фукубей пообіцяв помститися, завоювавши світ і знищивши людство. Він починає втілювати свій план помсти у 1980 році, коли возз'єднується з Мандзьоме і створює особистість «Друга». Під час допомоги Кендзі на Криваву Новорічну Ніч, Фукубей, здавалося, загинув, впавши з будівлі, коли знімав маску з людини, що схожа на Друга, яка керує гігантським роботом. Але пізніше він розкриває Кендзі свою справжню особистість як Друг, біологічний батько Канни та вкрай неврівноважений чоловік, який з дитинства плекав у собі патологічну заздрість до Кендзі та манію величі. Мегаломан, мотивований насамперед бажанням втілити в життя дитячі фантазії про визнання його героєм і помститися світові за невизнання його винятковості. Фукубей — харизматичний лідер, який використовує потребу людей вірити в щось більше, ніж вони самі, щоб підробити низку надприродних здібностей (насправді це лише сценічні фокуси) і видавати себе за надлюдину-пророка. Він спокусив матір Канни, щоб заручитися її допомогою у розробці вакцин проти вірусів, які він доручив створити Ямане. Він був застрелений Ямане посеред серіалу в день Нового року 2015. У канзенбан-виданні манги, яке має інший фінал, Кендзі розуміє, що Фукубей помер після закінчення початкової школи, а Кацумата дізнався про нього все, щоб досконало наслідувати його і прийняти його особистість у дитинстві.
Садакійо (яп. サダキヨ, Sadakiyo)
Однокласник Кендзі, який не був частиною початкової банди. Його справжнє ім'я Сада Кійосі (яп. 佐田 清志, Sada Kiyoshi). Хоча в початковій школі він часто зазнавав цькування, він часто носив маску, схожу на інопланетну, і покинув школу лише через один семестр, тому його обличчя залишалося невідомим більшості з банди. Однак Фукубей прийняв прохання Садакійо стати його другом. У дорослому віці він є членом «Друзів» і доглядачем копії будинку Друга з дитинства. Після вбивства Мон-тяна у 2002 році і спостереження за тим, як Канна виступила проти них, Садакійо почав сумніватися, чи правильно він робить, слідуючи за Другом. У 2014 році він стає вчителем англійської мови для Кьоко і бере її до дому Друга, де врешті зраджує Другу, підпалює будинок і забирає Кьоко на зустріч зі своїм старим вчителем. Там Садакійо передає Канні та компанії інформацію, яку Мон-тян зібрав на Друга. Після цього він, здається, гине у вогняній автокатастрофі, а інші рятуються втечею. Він знову з'являється в 3FE у масці і не дає новому Другові вбити Канну.
Ямане (яп. ヤマネ, Yamane)
Однокласник Кендзі та друг Фукубея і Садакійо. Він став бактеріологом, який працював з Кіріко на Друга. Він відповідав за розробку смертоносних вірусів, які випускали «Друзі», тоді як Кіріко було доручено розробляти вакцини проти них. Ямане покинув «Друзів» у 2003 році після того, як Кіріко розповіла йому, для чого використовуються їхні дослідження, коли він вже створив ще більш потужну форму вірусу. Незважаючи на те, що він намагався сховатися, Ямане отримує повідомлення від «Друзів» про зустріч на Новий рік 2015. Розуміючи, що йому не втекти, і очікуючи, що його вб'ють, Ямане йде на зустріч і стріляє в Фукубея, після чого його вбиває Друг.
Такасу Міцуйо (яп. 高須 光代, Takasu Mitsuyo)
У 2014 році Такасу — навігатор в організації Друзів, яка стежить за Кьоко як у «Друго-Ленді», так і після того, як вона покидає це місце. Спочатку вона піднімається в ієрархії «Друзів», ставши коханкою Мандзьоме, але пізніше, у 3FE, стає Генеральним секретарем після того, як вбиває Мандзьоме Вона вагітніє від Друга, сподіваючись перебрати на себе роль «Святої Матері» від Кіріко.
Тьоно Сьохей (яп. 蝶野 将平, Chōno Shōhei)
У 2014 році Тьоно — молодий детектив в поліції Кабукі-тьо та онук легендарного детектива на прізвисько «Тьо-сан». Під час розслідування вбивства Тьоно зустрічає Канну, яка ненавидить поліцію, і поступово починає вірити, що вбивство було скоєно поліцейським, який бере участь у змові щодо замаху на Папу Римського. Коли Тьоно доповідає свої висновки директору Національного поліцейського агентства Ямадзакі, колишньому напарнику його діда, той самий коп-вбивця намагається вбити його, доводячи, що його доповідь вже була розповсюджена і що корупція сягає високих поліцейських чинів. У 3FE Тьоно був переведений на спостереження за північним прикордонним постом, де він зустрічає Кендзі, якого він одразу впізнає як співака на касетах Канни. Тьоно арештовує Ямадзакі, а в 21st Century Boys він стає головою розслідування ООН щодо культу Друга.
Ендо Кіріко (яп. 遠藤 貴理子, Endō Kiriko)
Старша сестра Кендзі та мати Канни. Після загадкової смерті її хлопця Фукубей спокушає Кіріко (яп. キリコ), щоб вона вийшла за нього заміж і приєдналася до дослідницької групи Друга. Вона стає вірусологом, яка відповідає за створення вакцин до вірусів, які створює її колега Ямане. Після того як вона дізнається про роль Фукубея як Друга, Кіріко залишає Канну під опікою Кендзі та її матері і намагається звернутися до поліції, щоб зупинити культ, але її спроби виявляються марними. Усвідомлюючи, що її дослідження призвели до смерті 150 000 людей, вона починає шукати способи пом'якшити наслідки. У 2015 році вона подорожує Німеччиною та Америкою, роздаючи вакцини від тогорічного вірусу. Її та Керойона захоплюють «Друзі» і відправляють назад до Японії, щоб виконати пророцтво «Святої Матері». Після звільнення вони утворюють комуну в Хігасімураямі, де Кіріко розробляє вакцину для подій, що відбудуться в 3FE.
Кацумата (яп. カツマタ, Katsumata)
Чоловік, який захоплює місце Фукубея як Друг. Друг Фукубея, який часто носив маску, подібну до тієї, яку носив Садакійо. Кацумата плекає глибоку ненависть до Кендзі за те, що той вкрав приз у магазині цукерок у дитинстві та звалив провину за це на Кацумату. Цей інцидент робить Кацумату «мертвим»: він стає соціальним ізгоєм, його існування не визнають однокласники. Поширюються чутки, що Кацумата помер за день до розтину риби в школі. Оскільки Кацумата дуже чекав на цю подію, серед дітей поширилася чутка, що його привид бачили тієї ночі, коли він проводив препарування в науковому кабінеті. На відміну від Фукубея, який лише вдає, що має паранормальні здібності, другий Друг, схоже, має справжні прекогнітивні здібності, які дозволяють йому бачити майбутнє ще з дитинства. На відміну від Фукубея, який мріяв завоювати світ, щоб задовольнити свою потребу в увазі та похвалі інших, Кацумата хоче знищити всю планету, вважаючи її непотрібною. Одразу після смерті Фукубея у 2015 році Кацумата не лише перебирає на себе ім'я Друга, але й робить пластичну операцію, щоб виглядати ідентично до Фукубея. Кацумата гине під час фінальної сутички з Кендзі у своїй старій школі, коли Садакійо тримає його на відстані ножа, щоб той не розчавив Канну роботом, та одна з літаючих тарілок падає на нього. У канзенбан-виданні манги, яке має іншу кінцівку, Кендзі розуміє, що Фукубей помер після закінчення початкової школи, а Кацумата дізнався про нього все, щоб досконало наслідувати його і взяти на себе його особистість в дитинстві, тобто Кацумата був Другом протягом усього серіалу.

## Виробництво
Того дня, коли Наокі Урасава передав своєму редактору рукопис останнього розділу манги «Happy!», він розслаблявся у ванні, коли почув промову по телебаченню одного з представників Організації Об'єднаних Націй, який сказав: «Без них ми б не змогли досягти 21-го століття…». Урасава замислився: «Хто „вони“? Хто ці люди?». Уявивши, що «вони» з'являться перед радісним натовпом у своїй голові, він придумав назву «Хлопці 20-го століття», а потім у його голові почала грати пісня гурту Т.Rex під назвою «20th Century Boy». Плануючи зробити перерву в щотижневій серіалізації, Урасава сказав, що не чекає малювання, але «мусить» надіслати нову ідею факсом до редакційного відділу Big Comic Spirits, оскільки вона прийшла до нього. Він також відчув потребу негайно почати роботу над мангою, оскільки це був приблизно 1998 рік і наближався кінець століття.
Хоча Урасава створює «трейлер фільму» в своїй голові на початку роботи над новою манґою, він не планує сюжет заздалегідь. Наприклад, у першому розділі з'являється молода жінка, яка відкриває штору, показуючи гігантського робота (як це було уявлено в трейлері). Під час написання цієї сцени Урасава почув, як у сусідньому магазині плаче немовля, і включив це в манґу. Таким чином, дія переноситься в 1997 рік, де Кендзі та плачуча дитина Канна перебувають у магазині. Автор спочатку не знав, що Канна виросте в ту саму молоду жінку.
Відповідаючи на запитання, чи відображають сцени у «Хлопцях 20-го століття» його власний дитячий досвід, Урасава сказав, що приблизно на 1/10. Він також пояснив, що згинання ложки, яке ми бачимо в серіалі, було запозичене в Урі Геллера. За кілька тижнів до терактів 11 вересня Урасава здав рукопис для «Хлопців 20-го століття», де два гігантські роботи б'ються і руйнують будівлі в Сіндзюку. Але після терактів художник не зміг змусити себе намалювати цю сцену і створив розділ, майже повністю присвячений тому, як Кендзі співає пісню, щоб виразити свої почуття. Коли Урасава розпочав роботу над цією манґою у 1999 році, він уже писав Monster два рази на місяць і продовжував працювати над обома серіалами одночасно. Хоча в цей час його ненадовго госпіталізували через виснаження, Monster закінчився у 2001 році, і Урасава почав працювати над новою манґою одночасно з 20th Century Boys у 2003 році під назвою Pluto. Під час роботи над 20th Century Boys Урасава травмував плече до такої міри, що не міг малювати, і навіть замислювався про завершення кар'єри.

## Медіа

### Манґа
Написана та проілюстрована Наокі Урасавою, манґа «Хлопці 20-го століття» спочатку публікувалася в журналі сейнен-манґи Big Comic Spirits видавництва Shogakukan з 4 жовтня 1999 року до 24 квітня 2006 року. 249 окремих розділів були опубліковані в 22 томах-танкобонах видавництва Shogakukan з 29 січня 2000 року по 30 листопада 2006 року. Продовження під назвою «Хлопці 21-го століття» виходило в цьому ж журналі з 25 грудня 2006 року до 14 липня 2007 року; 16 розділів було видано у двох томах 30 травня та 28 вересня 2007 року.

### Фільми

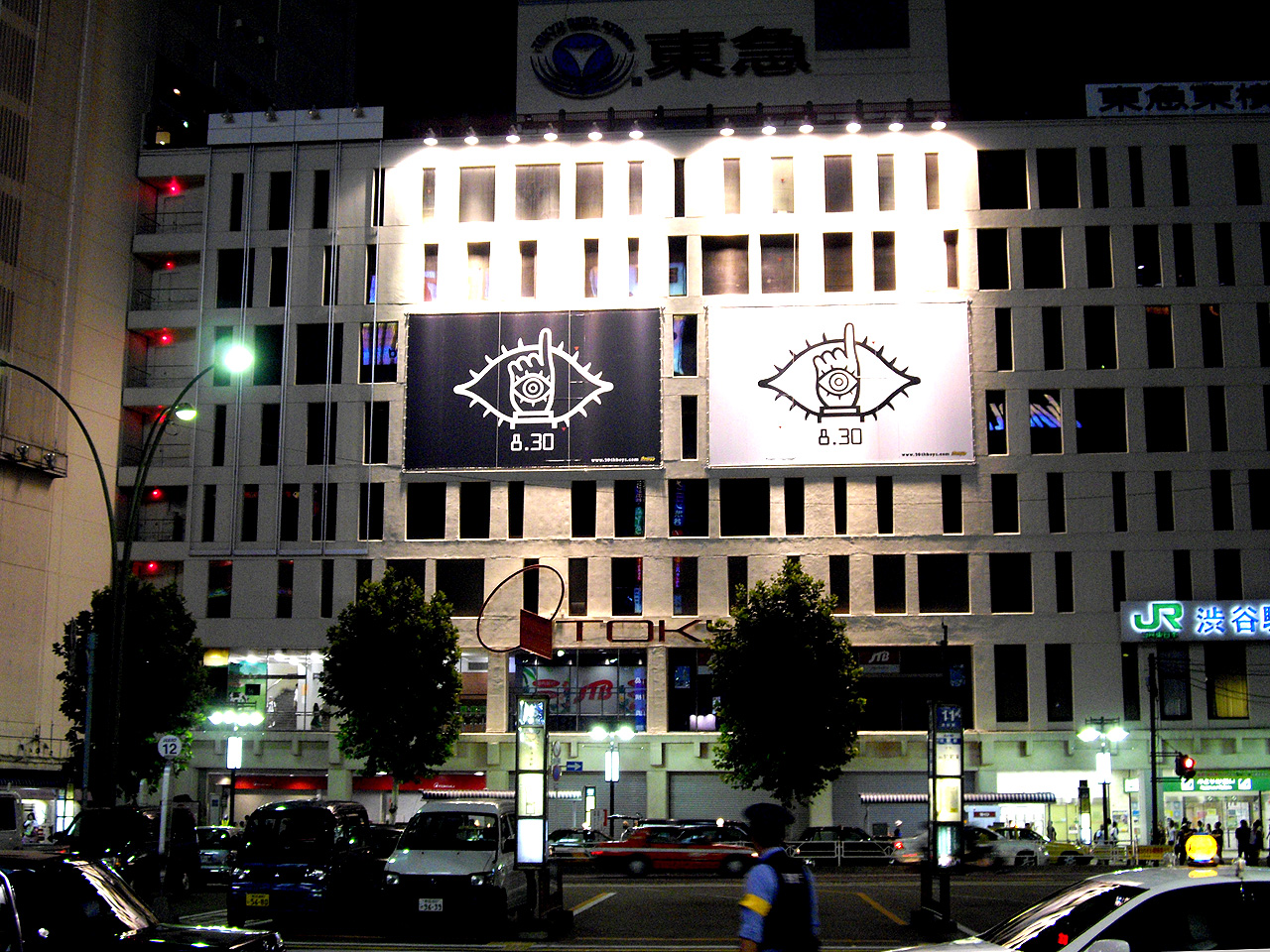
Білборди в Сібуї з рекламою першого фільму з символом персонажа Друга

Трилогія ігрових фільмів «Хлопці 20-го століття» режисера Юкіхіко Цуцумі була вперше оголошена в 2006 році. У лютому 2008 року було оголошено головний акторський склад, а також бюджет трилогії в 6 мільярдів єн (приблизно 60 мільйонів доларів США). Урасава взяв участь у написанні сценарію.
Прем'єра першого фільму відбулася в Парижі 19 серпня 2008 року в кінотеатрі Publicis Champs-Elysées з прес-конференцією в музеї Лувр, на якій були присутні Тосіакі Карасава (Кендзі) і Такако Токіва (Юкідзі). Перший фільм вийшов 30 серпня 2008 року, другий — 31 січня 2009 року, третій — 29 серпня 2009 року. Перший фільм охоплює томи з 1 по 5, а другий охоплює томи з 6 по 15, але відрізняється від оригінальної історії в деяких ключових моментах. Останній фільм трилогії охоплює решту томів, але з кількома змінами в основній історії.

## Сприйняття

### Манґа
20th Century Boys має тираж 36 мільйонів примірників; це була третя найбільш продавана серія манги 2008 року в Японії; і дев'ята з найбільших продажів 2009 року. Серіал також отримав численні нагороди, включно з премією Коданся в 2001 році в загальній категорії, премію за відмінні досягнення на Японському фестивалі медіа-мистецтва 2002 року, премію «Shogakukan Manga» 2003 року в Загальній категорії та перший в історії приз Ангулемського міжнародного фестивалю коміксів у 2004 році. Манґа також отримала головний приз на 37-й церемонії вручення нагород Японської асоціації карикатуристів і нагороду Сейун у категорії коміксів на 46-й конвенції японської наукової фантастики, обидва в 2008 році. У 2011 році серіал отримав нагороду Айснера за найкраще американське видання міжнародного матеріалу в категорії «Азія» і знову отримав ту ж нагороду в 2013 році. Шанувальники у Сполученому Королівстві проголосували за улюблену нову манґу на Eagle Awards 2012. 20th Century Boys були двічі номіновані, у 2010 і 2013 роках, на премію «Харві» в категорії «Найкраще американське видання іноземних матеріалів» і три роки поспіль, у 2010—2012 роках, на премію Айснера за найкращий продовжений серіал.
Критик манґи Джейсон Томпсон назвав 20th Century Boys «епічною сагою про ностальгію, середній вік, рок-н-рол і боротьбу зі злою змовою». Він порівняв цю історію з кількома романами Стівена Кінга, такими як «Воно», де «група друзів дитинства возз'єднується, ставши дорослими, щоб вирішити проблеми дитинства, що залишилися в жахливій формі». Томпсон писав, що, незважаючи на те, що серіал розрахований на чоловічу аудиторію, він завоював шанувальників різного віку завдяки своїй чудовій задумці, оповіді та таємниці Друга. На додаток до «Воно» Кінга, Томпсон і Том Спілман з Polygon припустили, що культ Аум Сінрікьо також послужив натхненням для створення манги.
Представник Anime News Network Карло Сантос відчув, що манга має дуже добрий темп, і похвалив заплутаний і взаємопов'язаний сюжет і його повороти, а також добре розроблені персонажі. Він також відзначив якість рисовки та діалоги Урасави, сказавши, що «потрібна справжня майстерність, щоб побудувати таку багатошарову історію, як ця, і все одно мати сенс, коли персонажі пояснюють речі». Включивши його до списку «10 важливих манґ, які мають бути в кожній колекції коміксів», Метью Мейліхов із Paste похвалив склад персонажів як один із «найбільших і різноманітних» у будь-якій манзі та те, як Урасава робить кожного персонажа впізнаваним незалежно від віку через десятиліття. «20th Century Boys стають досвідом, що включає в себе жахи, наукову фантастику, постапокаліптичне майбутнє, дикий гумор, епічні пейзажі та багато іншого, що є вершинним досягненням манґи».

### Фільми
Перший фільм дебютував на другому місці в прокаті, зібравши 625,61 мільйона єн (приблизно 5,78 мільйона доларів США) і піднявшись на перше місце другого тижня. Другий фільм дебютував на першому місці, зібравши приблизно 6 955 472 доларів США. Третій фільм також дебютував на першому місці і заробив близько 22 893 123 доларів вже станом на другий тиждень.
Написавши для Empire, Джастін Бойєр дав першому фільму оцінку три з п'яти. Він похвалив дію та вірність оригінальній манзі, але заявив, що ті, хто не знайомий з вихідним матеріалом, можуть вважати великий склад персонажів і складну історію заплутаними. Боуєр також запропонував дочекатися виходу всіх трьох фільмів. Шанувальник манги, Джеймі С. Річ з DVD Talk, вважав, що занадто багато потрібно було скоротити, щоб помістити сюжет в три фільми, внаслідок чого страждає розвиток персонажів. Він прокоментував, наскільки актори схожі на своїх колег за коміксами, і врешті порекомендував фільм. На протилежну думку, і Кет Кларк із The Guardian, і Тревор Джонстон із Time Out London дали першому фільму дві зірки з п'яти і назвали вірність манзі негативною, вважаючи, що частину матеріалу можна було вирізати. Чарльз Вебб з Twitch Film висловив подібну критику в огляді другого фільму. Однак він високо оцінив персонажа Друга та гру Ецуші Тойокава в ролі Отьо, а також кінцівку, яка змушує глядача чекати останньої частини трилогії. Джеймі С. Річ також вважає, що другий фільм «більш ніж виконує свою основну директиву спонукати мене залишитися» для останнього фільму. Про третій фільм Берл Берлінгейм із Honolulu Star-Bulletin написав: «Здається, що під час цієї третьої частини франшиза вичерпала себе, і вона є просто нормальним завершенням серії», але похвалив спецефекти. Рассел Едвардс із Variety також назвав спецефекти в останній частині найкращими в трилогії.